# Areboppanahalli, Krishnarajpet
Areboppanahalli là một làng thuộc tehsil Krishnarajpet, huyện Mandya, bang Karnataka, Ấn Độ.